# 古茨 (热尔省)
古茨（法語：Goutz）是法国热尔省的一个市镇，属于孔东区，也是热尔洛马涅市镇公共社区的一部分。该市镇总面积8.46平方公里，2015年时的人口为190人。

## 交通
热尔省省道D115线经过古茨的镇中心。

## 人口
古茨人口变化图示